# Qüestió d'honor
"Qüestió d'honor" (títol original en anglès "A Matter of Honor") és el vuitè episodi de la segona temporada de la sèrie de televisió de ciència-ficció estatunidenca Star Trek: La nova generació, i el 34è de tota la sèrie, que es va emetre originalment el 6 de febrer de 1989, en redifusió als Estats Units. El teleplay fou escrit de  Burton Armus, basat en una història d’Armus, Wanda M. Haight i Gregory W. Amos, i dirigit per Rob Bowman.
Ambientada al segle XXIV, la sèrie segueix les aventures de la tripulació de la nau de la Flota Estel·lar de la Federació Enterprise-D. En aquest episodi, el comamdant Riker és assignat com a primer oficial a bord d'un vaixell klíngon com a part d'un programa d'intercanvi d'oficials.

## Argument
Com a part d'un programa d'intercanvi d'oficials, l’alferes benzita Mendon és portat a bord de la nau estel·lar de la Federació Enterprise. L'alferes en funcions Wesley Crusher confon Mendon amb Mordock, un altre benzita que va fer l'examen d'accés a la Flota Estel·lar amb ell (a "Fer-se gran"). El capità Picard suggereix un intercanvi d'oficials similar amb els klíngons, i el comandant Riker s'ofereix fàcilment. Riker és assignat al vaixell klíngon IKS Pagh, capitanejat per Kargan. Abans que Riker marxi cap al Pagh, el tinent Worf informa a Riker sobre els costums klíngons i li dóna un transponedor per senyalitzar l' Enterprise en cas d'emergència. Riker accepta el seu paper de primer oficial klíngon i quan el repta el segon oficial Klag, el sotmet per la força, agradant al capità Kargan i guanyant-se el respecte de la tripulació.
Abans que les naus s'allunyin, Mendon escaneja el vaixell klíngon i descobreix un pegat de material orgànic estrany al seu casc, però no hi crida l'atenció a Picard. Worf aviat descobreix un pegat similar al casc de l' Enterprise, identificant-lo com una forma de vida. Mendon revela el seu descobriment anterior del mateix assumpte a la nau klíngon i quan se li pregunta per què va retenir la informació, explica que a les naus benzites es considera inadequat plantejar un problema abans de tenir una solució. Picard el retreu i ordena a l' Enterprise que intercepti el Pagh, ja que la nau klíngon és encara més susceptible als danys de l'organisme. Durant el camí, Mendon descobreix un mètode per eliminar l'organisme.
La tripulació klíngon també descobreix l'organisme menjant-se el seu casc. Kargan conclou que deu ser una arma nova de la Federació, assenyalant que l' Enterprise havia explorat a fons la zona durant la seva cita i ordena al Pagh que es camufli i es prepari per atacar l' Enterprise. Riker és incapaç de convèncer Kargan que es retiri, fins i tot després que l' Enterprise enviï un missatge amb instruccions per eliminar l'organisme. Desconfiat del silenci radiofònic, l' Enterprise aixeca els seus escuts. Aparentment acceptant el seu destí, Riker convenç Kargan d'acostar-se a una distància de 40.000 quilòmetres abans d'atacar l' Enterprise. Activa el transponedor que va rebre de Worf i enganya a Kargan perquè l'agafi. L' Enterprise es bloqueja en el senyal del transponedor i espera que el Pagh arribi a 40.000 quilòmetres, l'abast dels transportadors de l' Enterprise. Kargan és enviat al pont de l' Enterprise i dibuixa el seu disruptor però Worf dispara primer i l'atordeix. Riker assumeix el comandament del Pagh, es desclou i exigeix que l' Enterprise es rendeixi, cosa que Picard accepta, deshonrant encara més a Kargan. L' Enterprise neteja l'organisme de la nau klíngon i Kargan és retornat. Riker permet a Kargan colpejar-lo i ordenar-li sortir de la nau per permetre que els klíngon recuperin part de la seva dignitat abans que el Pagh marxi.

## Repartiment i doblatge al català
La sèrie va ser doblada al català pels estudis Tramontana (primera part) i Soundtrack (segona part) i emesa a TV3 l’any 1991. Els dobladors de l'episodi foren:
| Personatge        | Actor/actriu        | Veu en català    |
| ----------------- | ------------------- | ---------------- |
| Jean-Luc Picard   | Patrick Stewart     | Joan Crosas      |
| William Riker     | Jonathan Frakes     | Antoni Forteza   |
| Data              | Brent Spinner       | Joaquim Sota     |
| Geordi La Forge   | LeVar Burton        | Aleix Estadella  |
| Worf              | Michael Dorn        | Enric Arquimbau  |
| Katherine Pulaski | Diana Muldaur       | Núria Cugat      |
| Deanna Troi       | Marina Sirtis       | Victòria Pagès   |
| Wesley Crusher    | Will Wheaton        | Roger Pera       |
| Alferes Mendon    | John Putch          | Joan Pera        |
| Miles O'Brien     | Colm Meaney         | Xavier Fernàndez |
| Capità Kargan     | Christopher Collins | Pep Madern       |
| Tinent Klag       | Brian Thompson      | Oriol Rafel      |
| Oficial tàctic    | Peter Parros        | Xavier Fernàndez |

## Producció
Brian Thompson va ser elegit com el tinent klíngon Klag. Va tenir algunes dificultats durant el procés d'audició, ja que els productors originalment van intentar que l'actor que interpretava aquest paper vestís el mateix vestit creat per a Christopher Lloyd a Star Trek 3: A la recerca de Spock. La seva audició es va cancel·lar originalment, com va explicar més tard: "Vaig trucar a Herb Tobias, que era el cap de l'agència en aquell moment, i li vaig dir el que va passar. Li vaig dir:" Herb, li importaria trucar a l'oficina de Star Trek i esbrinar una manera tàctica de preguntar-los: "Qui fa aquest programa? Els directors i productors o el departament de vestuari?" Thompson va elogiar la feina de Jonathan Frakes, dient que és un "autèntic professional i m'encantava treballar amb ell".

## Premis
El supervisor de maquillatge Michael Westmore va ser nominat per a un Emmy per aquest episodi.

## Recepció
El 2011, Tor.com va dir que aquest episodi "va marcar el to" dels episodis de temàtica klíngon i va elogiar tant l'actuació com els arcs dels personatges tant de Riker com de Mendon.
Den of Geek diu, a la seva ressenya del 2013 d'aquest episodi, "Competent, atractiu, ple de cor, humor i joc de personatges. L'escena amb Riker i Picard al camp de tir és fantàstica,...".
Zack Handlen, escrivint per the A.V. Club el 2010, va donar a l'episodi una A−. Handlen va elogiar la brevetat de l'episodi i va dir que Riker es va fer càrrec del Pagh com "un gir digne d'alegria", afirmant, "no hauria funcionat si no s'hagués sentit guanyat".